# Блайт Спартанс
«Блайт Спа́ртанс» (Полное название — Клуб ассоциации футбола «Блайт Спартанс»; англ. Blyth Spartans Association Football Club, английское произношение: [ˈblaɪð 'spɑ:tns]) — английский футбольный клуб из города Блайт, графство Нортамберленд, Северо-Восточная Англия. Клуб был образован в 1899 году. Домашние матчи проводит на стадионе «Крофт Парк».
В настоящее время выступает в Северной Национальной лиге, шестом по значимости дивизионе в системе футбольных лиг Англии.

## История
Сразу после своего образования и до вступления в Лигу Нортамберленда (англ. Northumberland League) в 1901 году клуб проводил только товарищеские матчи. Первые официальные успехи команды пришлись на сезоны 1905/06 и 1906/07, в результате чего клуб поднялся в Лигу Северного Альянса, где и оставался в течение шести сезонов. Дважды, в сезонах 1908/09 и 1912/13 «спартанцы» выигрывали соревнования в лиге и в 1913 году пробились в Северо-восточную лигу, чему способствовал и переход клуба в разряд полупрофессиональных. До 1958 года «Блайт Спартанс» участвовал в соревнованиях этой лиги, а когда лига распалась, клуб пробовал свои силы в Лиге Мидленда и Лиге северо-западных графств. Однако и эти лиги вскорости прекратили своё существование, как и возрождённая в начале 1960-х годов Северо-восточная лига. Обладая статусом полупрофессионального клуба, «спартанцы» не могли подобрать себе лигу, и в итоге, расставшись со статусом полупрофессионалов, в 1964 году вошли в состав Северной лиги. 29 следующих лет подарили болельщикам 10 побед в лиге и 5 вице-чемпионств. И, наконец, в сезоне 1993/94, набрав турнирного опыта, клуб из Блайта вошёл в Северную Премьер-лигу.
Первый сезон в Северной Премьер-лиге получился выдающимся. Команда показала отличные результаты, сходу победив в Первом дивизионе лиги и завоевав Кубок лиги. В следующих двух сезонах «спартанцы» занимали 6-е и 7-е места в Премьер-дивизионе лиги, попутно став обладателем Президентского кубка, выиграв в финале у клуба «Ранкорн», представителя Конференции.

## Кубковые успехи
Клуб неоднократно принимал участие в розыгрыше Кубка Англии. Наивысшим достижением «спартанцев» является выход в 5-й раунд Кубка Англии, что случилось лишь однажды в сезоне 1977/78, когда среди прочих были зафиксированы победы над такими сильными клубами, как «Честерфилд» и «Сток Сити». В пятом раунде жребий дал в соперники клуб «Рексем». Матч проходил на поле соперника, и команде удалось на выезде вничью (1:1), что означало необходимость провести переигровку. Переигровка прошла на стадионе «Сент-Джеймс Парк» футбольного клуба «Ньюкасл Юнайтед» в присутствии 42 167 зрителей и завершилась минимальной победой команды-соперника (2:1).
Также однажды[когда?] «Блайт Спартанс» добирался до четвёртого раунда Кубка.

### Некоторые наиболее значимые матчи в Кубке
- 1971/72 Раунд 1: Кру Александра 0:1 Блайт Спартанс
- 1971/72 Раунд 2: Блайт Спартанс 1:0 Стокпорт Каунти
- 1971/72 Раунд 3: Блайт Спартанс 2:2 Рединг
- 1977/78 Раунд 2: Блайт Спартанс 1:0 Честерфилд
- 1977/78 Раунд 4: Сток Сити 2:3 Блайт Спартанс
- 1977/78 Раунд 5: Рексем 1:1 Блайт Спартанс
- 1977/78 Раунд 5: Блайт Спартанс 1:2 Рексем (переигровка)
- 1995/96 Раунд 1: Бери 0:2 Блайт Спартанс
- 1997/98 Раунд 1: Блэкпул 4:3 Блайт Спартанс
- 2008/09 Раунд 1: Блайт Спартанс 3:1 Шрусбери Таун
- 2008/09 Раунд 2: Борнмут 0:0 Блайт Спартанс
- 2008/09 Раунд 2: Блайт Спартанс 1:0 Борнмут (перигровка)
- 2008/09 Раунд 3: Блайт Спартанс 0:1 Блэкберн Роверс
- 2014/15 Раунд 1: Блайт Спартанс 4:1 Олтринхэм
- 2014/15 Раунд 2: Хартлпул Юнайтед 1:2 Блайт Спартанс
- 2014/15 Раунд 3: Блайт Спартанс 2:3 Бирмингем Сити

## Стадион
«Блайт Спартанс» проводит домашние матчи на стадионе «Крофт Парк», который был построен 1 сентября 1909 года. Первый состоявшийся на нём матч команда провела с клубом «Ньюкасл Юнайтед», который завершился победой гостей со счётом 4:2.
В 2007 году «Крофт Парк» претерпел обширную реконструкцию, были переделаны трибуны и увеличено число мест. Также были проделаны работы для удобства посещения футбольных матчей инвалидами-колясочниками и прочие необходимые изменения для маломобильных любителей футбола. После удачных игр в Кубке Англии в сезоне 2008/09 клуб потратил все заработанные деньги на монтаж кровли над трибунами. Таким образом, в 2009 году «Крофт Парк» был покрыт кровлей со всех четырёх сторон (трибун). Также были снесены старые футбольные ворота, и вместо них поставлены новые.
В честь столетнего юбилея своей домашней арены в 2009 году «Блайт Спартанс» провёл товарищеский матч с самым первым соперником — клубом «Ньюкасл Юнайтед». Как и столетие назад, успех праздновали гости с тем же счётом (4:2).